# كارلوس جي. توريس توريس
كارلوس جي. توريس توريس هو سياسي أمريكي، ولد في 16 يناير 1967. نشط حزبياً في الحزب التقدمي الجديد. وقد انتخب عضو مجلس بويرتو ريكو ‏.